# Otto Förschner

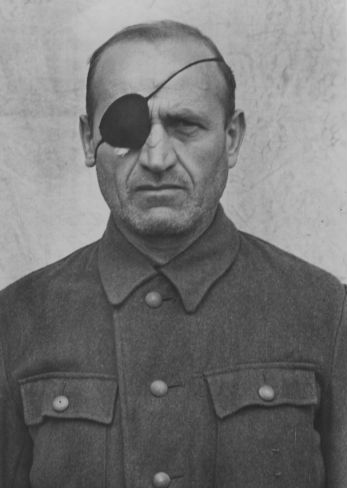
Otto Förschner nach seiner Festnahme

Otto Förschner (* 4. November 1902 in Dürrenzimmern bei Nördlingen; † 28. Mai 1946 in Landsberg am Lech) war ein deutscher SS-Sturmbannführer und Lagerkommandant des KZ Mittelbau-Dora.

## Leben
Otto Förschner verbrachte seine ersten Lebensjahre auf dem elterlichen Bauernhof im Ries (Bayerisch-Schwaben). Er verpflichtete sich 1922 für zwölf Jahre bei der Reichswehr und trat im März 1934 nach der Beendigung seines Militärdienstes als SS-Mitglied der SS-Verfügungstruppe bei (SS-Nummer 191.554). Am 30. Juni 1937 beantragte Förschner die Aufnahme in die NSDAP und wurde rückwirkend zum 1. Mai desselben Jahres aufgenommen (Mitgliedsnummer 5.274.260). Vom 1. April 1934 bis zum 1. Dezember 1936 besuchte Förschner die SS-Junkerschule Bad Tölz und war danach als SS-Führer in der III./SS-VT-Standarte Germania, zunächst im Lager Wolterdingen und ab 31. Juli 1937 am neuen Bataillons-Standort in Radolfzell, wo er als Chef der 12. Kompanie bis zum 1. April 1938 stationiert blieb. Danach wechselte er zur 12. Kompanie der SS-VT-Standarte Der Führer. Beim Überfall auf Polen ab 1. September 1939 und bis zum 1. Juli 1940 gehörte Förschner zur 4. Kompanie der Leibstandarte SS Adolf Hitler. Im weiteren Verlauf des Zweiten Weltkrieges nahm Förschner mit der 5. SS-Panzer-Division Wiking der Waffen-SS ab 22. Juni 1941 beim Angriff auf die Sowjetunion teil.
Nach einer Kriegsverletzung wurde Förschner im Frühjahr 1942 als Führer des SS-Wachsturmbanns in das KZ Buchenwald versetzt. Ab September 1943 fungierte er als Kommandoführer im Buchenwalder Außenlager Dora Mittelbau und als Geschäftsführer sowie ab Anfang Oktober 1943 als Betriebsführer der Mittelwerk GmbH, einer Tarnfirma für die V-Waffen-Produktion. Seinen Posten als Betriebsführer des Mittelwerks musste Förschner aufgeben, nachdem Georg Rickhey im April 1944 Generaldirektor der Mittelwerk GmbH geworden war. Nach der Umstrukturierung der Mittelwerke hatte er als Lager- und Geschäftsführer auch die Sicherheits-, Arbeits- und Geheimhaltungsmaßnahmen zu überwachen und als Abwehrbeauftragter Sabotageakte zu verhindern. Sein zeitweiliger Adjutant war Heinz Detmers. Ab Oktober 1944 wurde Förschner zum Lagerkommandanten des nun eigenständigen KZ Mittelbau-Dora und blieb dies bis Ende Januar 1945. Sein Nachfolger auf diesem Posten wurde ab Anfang Februar 1945 Richard Baer.
Förschner setzte als Lagerkommandant von Dora-Mittelbau von Anfang an auf eine Kooperation mit roten Funktionshäftlingen, die einflussreiche Posten in der Häftlingsverwaltung erhielten. Insbesondere einer der Protagonisten des Lagerwiderstandes, der Funktionshäftling Albert Kuntz, konnte Förschners Vertrauen gewinnen und so auf die Vergabe von Funktionsposten Einfluss nehmen. Im Herbst 1944 flogen mehrere Widerstandszirkel nach Ermittlungen durch die Gestapo auf, wodurch auch Förschner Schwierigkeiten bekam. Zudem behielt er eine durch Rickhey 1944 veranlasste einmalige Gratifikation in Höhe von 10.000 RM für sich. Diese Einmalzahlung hatte er nicht der SS-Verwaltung gemeldet, die aber dennoch Kenntnis davon erhielt und eine Rückzahlung verlangte. Ob diese Dotationsaffäre oder der aufgedeckte Lagerwiderstand seine Ablösung als Lagerkommandant bedingten, ist nicht gesichert. Ehemalige Häftlinge betrachteten ihn während dieser Zeit aufgrund seines Verständnisses für die Lage der Häftlinge als vorteilhafte Ausnahme innerhalb der SS-Führer.
Ab dem 1. Februar 1945 wurde Förschner als Lagerführer zum KZ-Außenlagerkomplex Kaufering des KZ Dachau versetzt und war dort für die Arbeitskommandos und die Häftlingsevakuierung Ende April 1945 zuständig. Noch Ende April 1945 wurde Förschner von Angehörigen der US-Armee festgenommen.

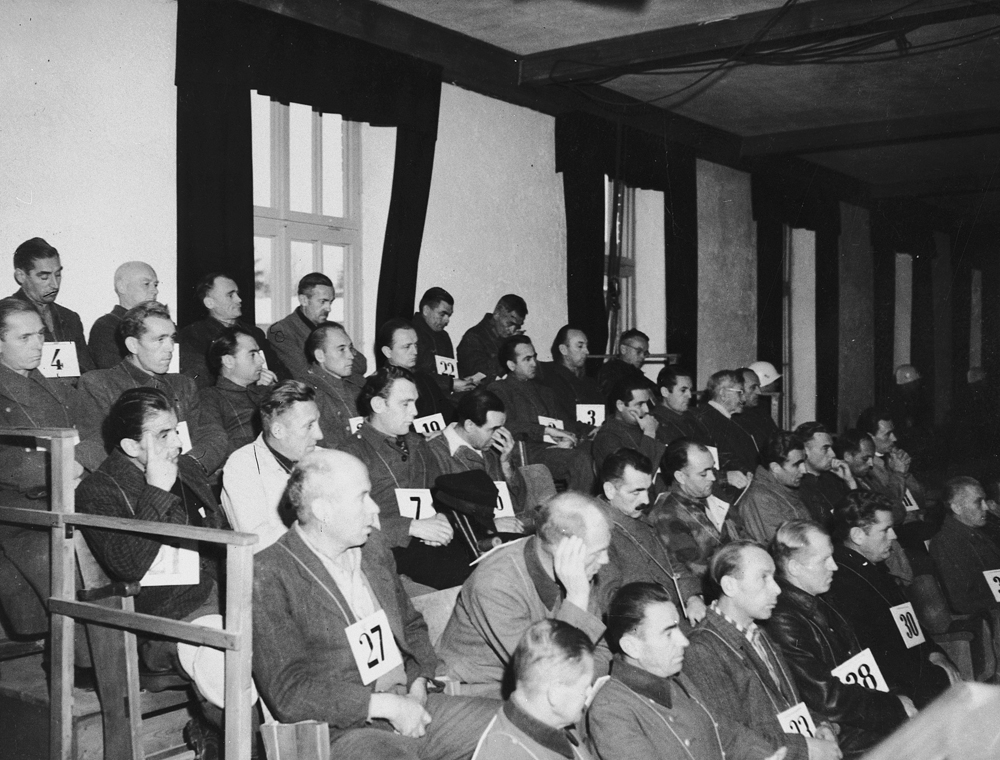
Anklagebank im Dachau-Hauptprozess 1945. Otto Förschner: mittlere Reihe, rechts außen, neben Claus Schilling

Am 15. November 1945 wurde Förschner im Dachau-Hauptprozess im Rahmen der Dachauer Prozesse aufgrund der Anklage von Kriegsverbrechen vor ein US-amerikanisches Militärgericht gestellt. Förschner wurde am 13. Dezember 1945 mit fünfunddreißig weiteren Mitangeklagten durch das US-amerikanische Militärgericht zum Tod durch den Strang verurteilt, unter anderem wegen individueller Exzesstaten wie Misshandlung von Häftlingen, Leitung von Strafvollstreckungen sowie Totschlagen eines Häftlings mit einem Eisenrohr. Das Urteil wurde am 28. Mai 1946 im Kriegsverbrechergefängnis Landsberg vollstreckt.
Förschner war seit 1931 verheiratet und Vater dreier Kinder.